# Сокольничи
Сокольничи (бел. Сакольнічы) — деревня в составе Костюшковичского сельсовета Кричевского района Могилёвской области Республики Беларусь. Расположена в 4 км на юго-запад от Кричева и в 100 км от Могилёва, в 8 км от станции Кричев I.

## История
По легенде во время Северной войны (1700—1721) отметился некто генерал Соколов, которому за геройские поступки была дарована земля возле Кричева. Генерал разделил эту землю между 7 своими сёстрами, которые и стали здесь жить. Так возникло небольшое поселение Сокольничи. Из письменных же источников деревня известна с XVIII века. В 1768 году деревня являлась шляхетской собственностью в Мстиславском воеводстве Речи Посполитой. После первого раздела Речи Посполитой в 1772 году оказалась в составе Российской империи. Не позднее 1882 года в деревне открыт хлебный магазин. В 1897 году околица Сокольничи насчитывает 96 дворов и 623 жителя, деревня Ново-Сокольничи — 33 двора и 227 жителей, расположены в Кричевской волости Чериковского повета. В 1905 году была открыта церковно-приходская школа.
Советская власть здесь установлена в ноябре 1917 года. В Сокольничах родился Адам Попель, участвовавший в штурме Зимнего дворца и принёсший Ленину сообщение Подвойского о низложении Временного правительства. Погиб в 1918 году под Архангельском. В начале 1918 года по инициативе сельского паренька Кашуры в деревне организован комитет сельской молодёжи. Кричевский волостной Совет выделил членам комитета землю, которую они сообща обрабатывали и передавали прибыль в помощь Красной армии. На базе дореволюционной школы была организована рабочая школа 1-й ступени. В начале 1925 года в Сокольничском сельсовете работали 2 избы-читальни, 3 начальные школы, кооперативная лавка, сельхозартель, коммуна, 3 водяные мельницы и кузница. Работала также и комсомольская ячейка, которой руководил Василевич, позже в 1930-х годах начальник политотдела Кричевской МТС. В 1925 году в деревне был создан первый в районе пионерский отряд, состоящий из 22 пионеров. В сельской школе в это время обучалось 26 учеников, также работал пункт ликвидации безграмотности для взрослых. В 1926 году в Сокольничах насчитывалось 132 двора и 684 жителя. В 1931 году были организованы колхозы: «Заветы Ильича» (в 1932 году объединял 60 хозяйств) и «Колхоз имени Сталина» (в 1932 — 50 хозяйств). В 1934 году они были объединены в один колхоз — «Заветы Ильича». В это время в деревне работали 2 кузницы, фельдшерско-акушерский пункт. Татьяна Гиндина — первая женщина-тракторист в Кричевском районе, бригадир тракторной бригады Кричевской МТС, с 1938 года руководитель Сокольничского сельсовета, во время войны разведчица. Захвачена в плен и расстреляна 19 ноября 1942 года в Черикове.
С середины 1941 года и до 30 сентября 1943 года деревня оккупирована немецкими войсками. Около деревни 17 июля 1941 года вёл тяжёлый бой старший сержант Николай Сиротинин. В 500 метрах от деревни около дороги Кричев — Чериков в одиночку два с половиной часа сдерживал немецкую танковую колонну, за это время было уничтожено 11 танков, 6 бронемашин, 57 солдат и офицеров. В 1961 году рядом с местом боя установлен памятник. В 1942 году партизаны разгромили немецкое управление находившееся в деревне и деревенский маслозавод. В 1943 году немецкими войсками деревня была сожжена.
С 1954 года деревня в составе Костюшковичского сельсовета.

## Памятные места
- Около здания колхоза «Заветы Ильича» памятник советской разведчице Татьяне Гиндиной и землякам[6].
- В 500 метрах от деревни на автодороге Кричев — Чериков памятник старшему сержанту Николаю Сиротинину[7].

## Известные уроженцы
- Пузыревский, Антон Михайлович (1908 — 19??) — советский военачальник, полковник.